# Constantin Arhire
Constantin Arhire (n. 21 aprilie 1960, Iași) este un fost deputat român în legislatura 1990-1992 ales în județul Galați pe listele partidului FSN. În cadrul activității sale parlamentare în legislatura 1990-1992, Constantin Arhire a fost membru în grupurile parlamentare de prietenie cu Republica Coreea, Canada și Regatul Unit al Marii Britanii și Irlandei de Nord. În legislatura 1990-1992, Constantin Arhire a fost membru în comisia pentru administrație centrală și locală, amenajarea teritoriului și urbanism. 
Constantin Arhire a studiat la Facultatea de construcții de la Institutul Politehnic din Iași. În legislatura 1992-1996, Constantin Arhire a fost ales pe listele PD. În legislatura 1992-1996, Constantin Arhire a fost membru în comisia pentru administrație publică și amenajarea teritoriului.  